# Hreljići (Bośnia i Hercegowina)
Hreljići (cyr. Хрељићи) – wieś w Bośni i Hercegowinie, w Republice Serbskiej, w gminie Kalinovik. W 2013 roku liczyła 2 mieszkańców.